# ショウナイトウヒレン
ショウナイトウヒレン（庄内塔飛廉、学名：Saussurea shonaiensis）は、キク科トウヒレン属の多年草。

## 特徴
茎はほぼ直立し、高さは60-85cmになる。茎に幅3-5mmになるはっきりとした翼があり、褐色の軟毛がまばらに生えて、上部は4-8回分枝する。花時に根出葉は存在しない。茎の下部につく葉は革質から草質で、葉身は広卵形から円形または卵形、長さ17-25cm、幅13-20cm、先は鋭頭または尾状に短くとがり、基部は深いまたは浅い心形になり、縁に粗い鋸歯がある。葉の表面に褐色の軟毛が生え、裏面は無毛。葉柄は長さ8-18cmになり、翼がある。茎の上部につく葉は、小型で短い葉柄がある。
花期は8-10月。頭状花序は総状に2-3個がまばらにつき、花柄は長さ2-3mmになり、褐色の軟毛が密生する。総苞は緑色、長さ13-15mm、径7-10mmになる筒形で、くも毛が密生する。総苞片は8列あり、総苞外片は卵形で長さ7-8mm、上部は鋭突頭になり斜上する。頭花は筒状花のみからなり、花冠の長さは12-13mm、色はごく淡い紅紫色から白色になる。果実は長さ5mmになる痩果で、明るい灰色で紫色の条と斑点がある。冠毛は2輪生で、落ちやすい外輪は長さ4mm、花後にも残る内輪は長さ9mmになる。

## 分布と生育環境
日本固有種。本州の山形県の庄内地方、秋田県南部・山形県北部にまたがる鳥海山山麓の日本海沿岸地域に分布し、沿岸の低地から低山の夏緑林やクロマツ林の林縁や林下、海岸の草原などに生育する。

## 名前の由来
和名ショウナイトウヒレンは、「庄内塔飛廉」の意で、山形県庄内地方に多く見られることによる。種小名（種形容語）shonaiensis も「庄内」による。
2015年に門田裕一（国立科学博物館）によって、『植物研究雑誌』Vol.90、「アジア産トウヒレン属 (キク科) の分類学的研究 VII. 北海道産の1新種と本州産の 4 新種」において、カムイトウヒレン-Saussurea kenji-horieana、フカウラトウヒレン-Saussurea andoana、カムロトウヒレン-Saussurea sawae、ウゴトウヒレン-Saussurea ugoensisとともに新種として命名記載された。

## ギャラリー

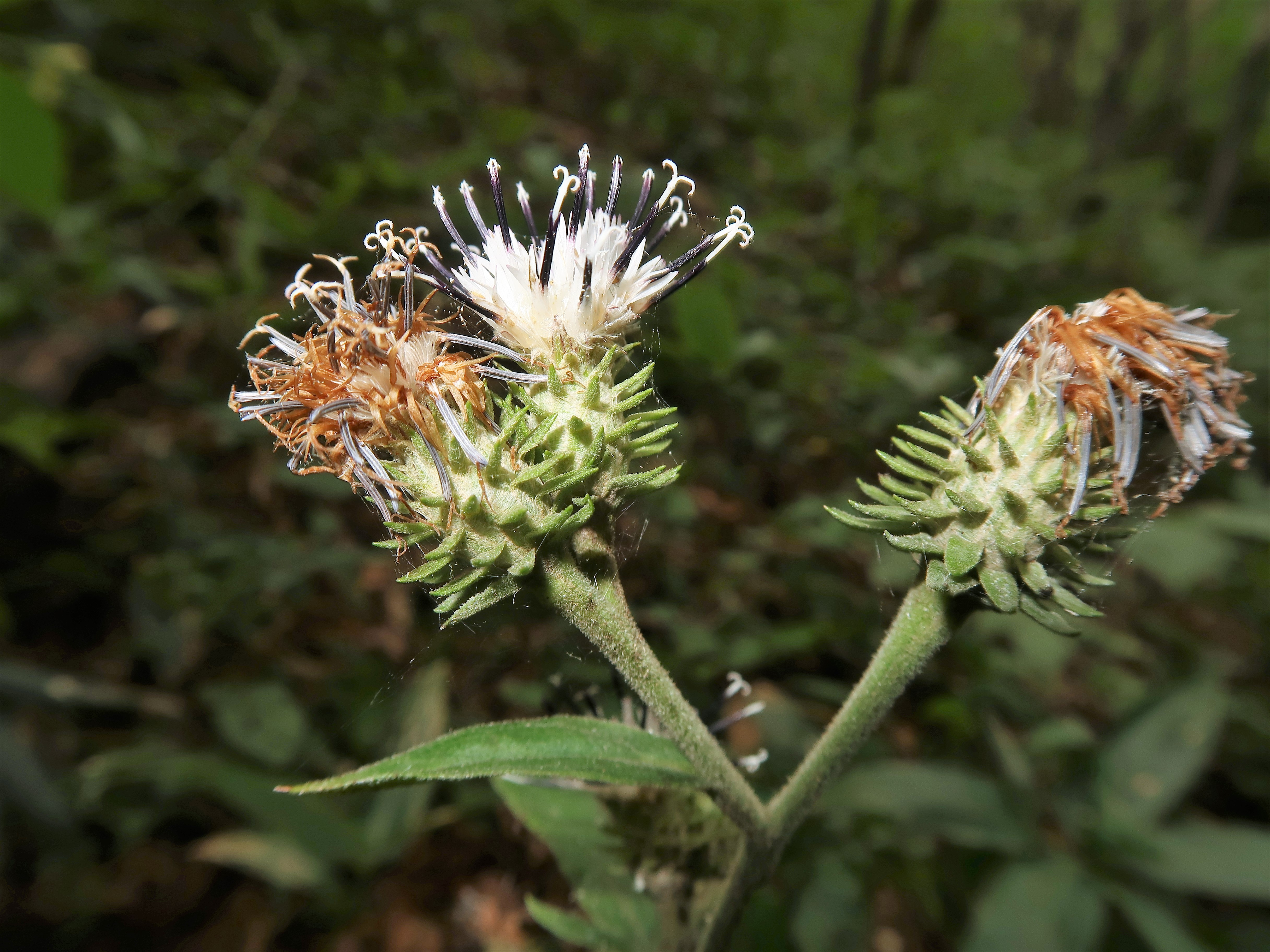
総苞片の先はとがり斜上する。総苞は筒形でくも毛が密生する。
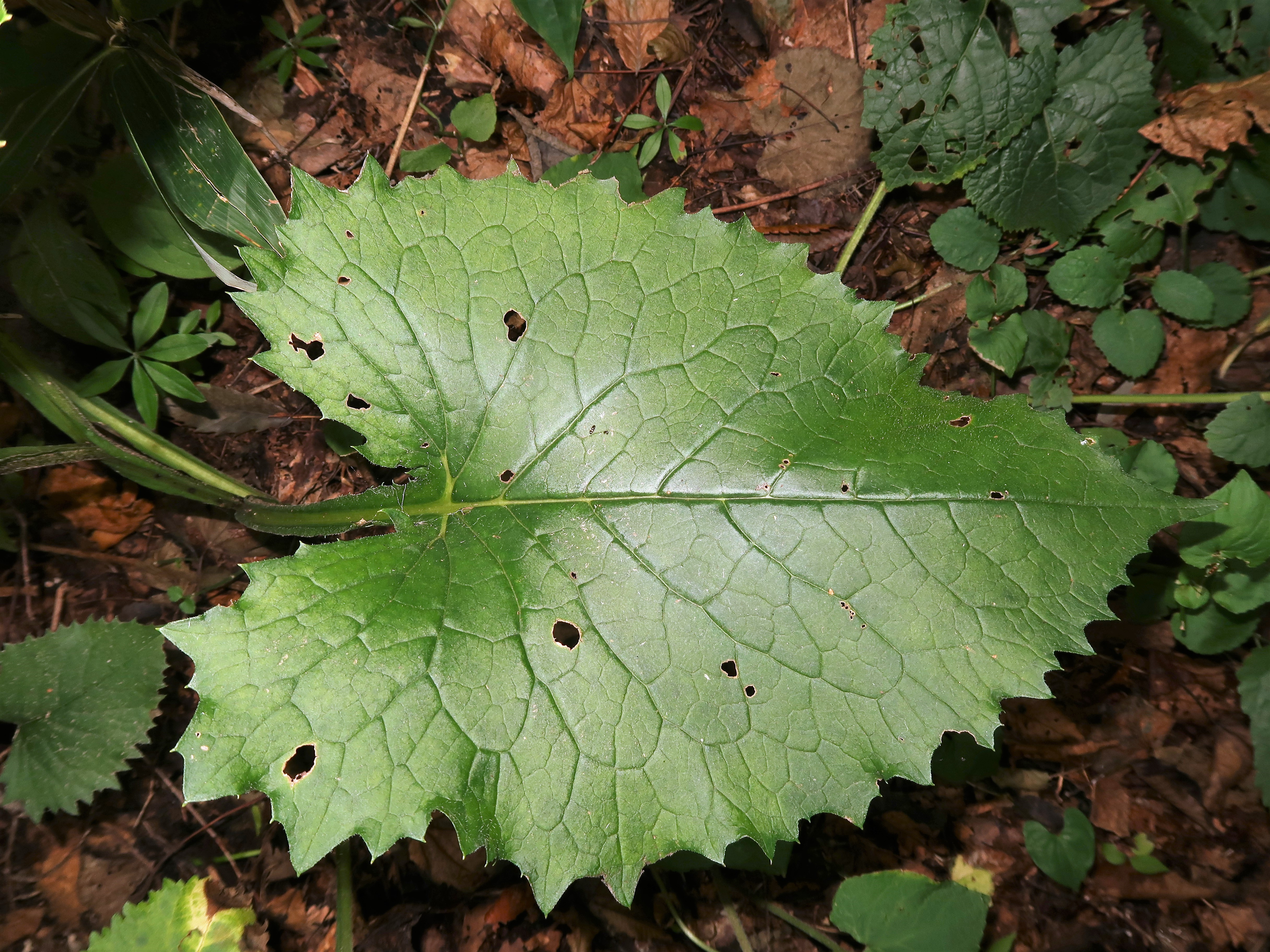
下部の葉の葉柄に翼がある。
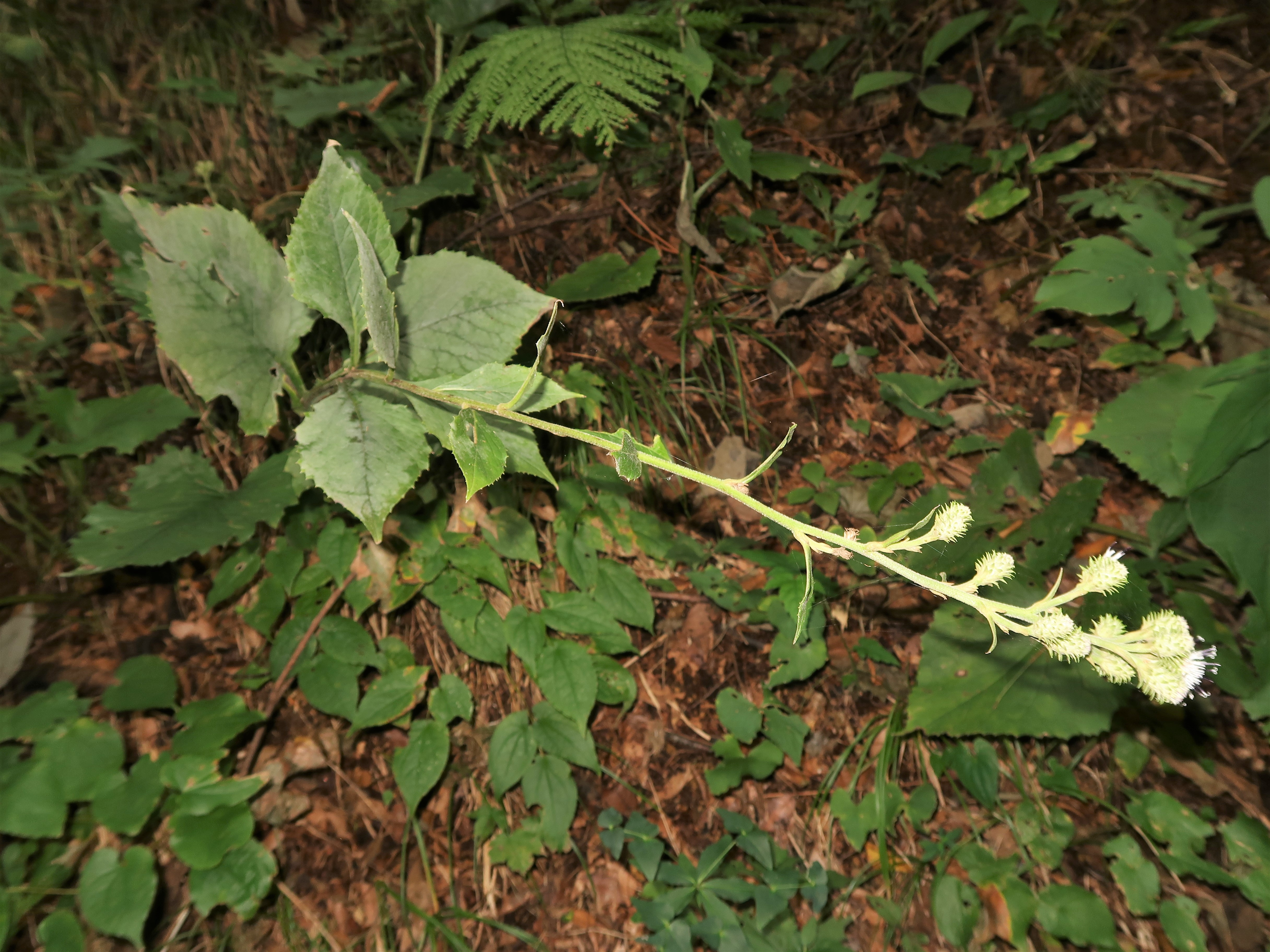
頭花が多数ついて、茎がたわんだものもある。
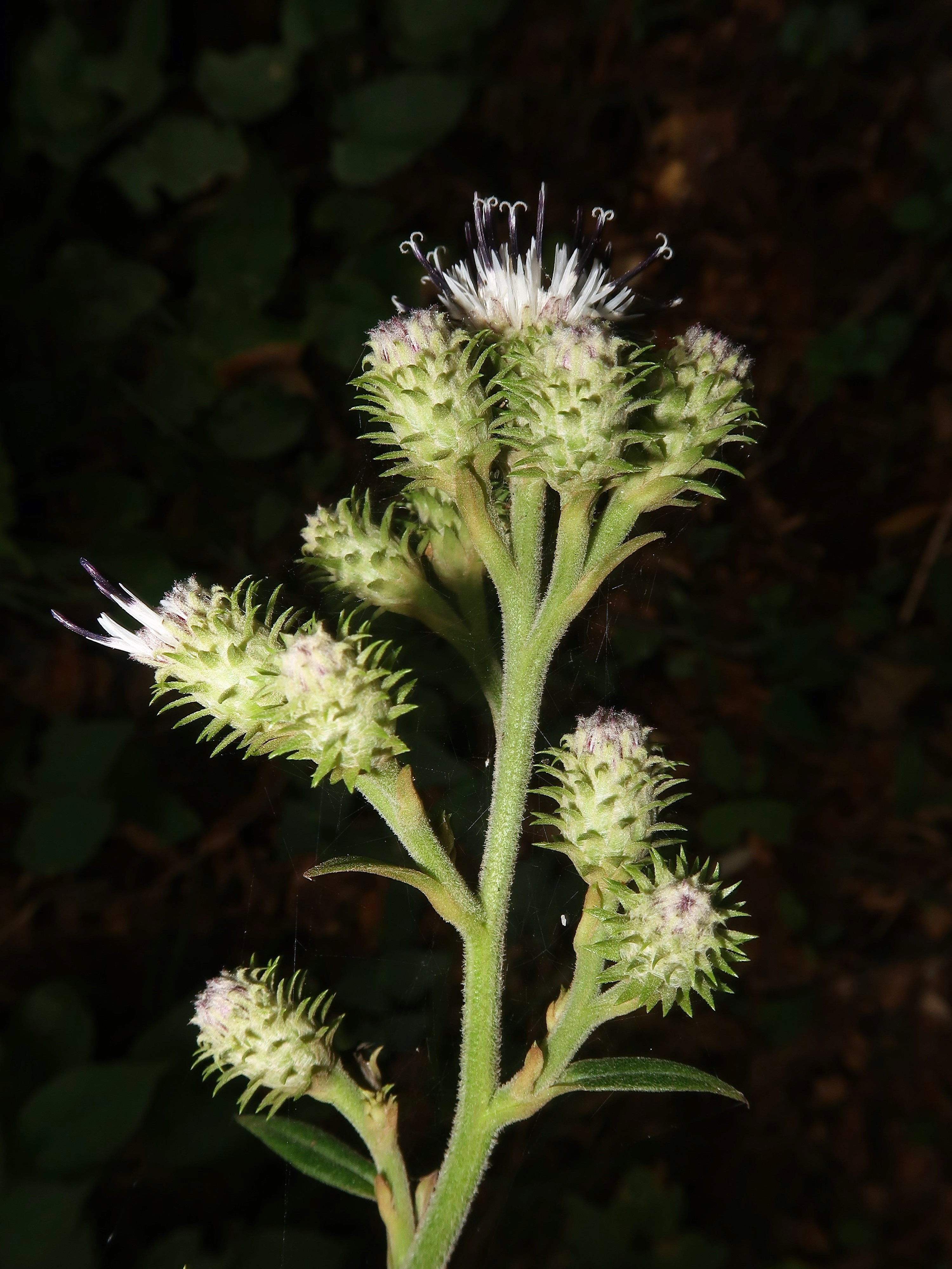
花柄に褐色の軟毛が密生する。